# Slavic Cup w biegach narciarskich 2018/2019
Slavic Cup w biegach narciarskich 2018/2019 – kolejna edycja tego cyklu zawodów. Rywalizacja rozpoczęła się 15 grudnia 2018 r. w słowackiej miejscowości Szczyrbskie Jezioro, a zakończyła się 24 marca 2019 r. również na Słowacji w miejscowości Kremnica Skalka.
Obrońcami tytułu wśród kobiet była Polka Eliza Rucka natomiast u mężczyzn był Słowak Peter Mlynár.

## Kalendarz i wyniki

### Kobiety
| Lp  | Data            | Miejscowość         | Dystans                          | 1. miejsce        | 2. miejsce         | 3. miejsce          |
| --- | --------------- | ------------------- | -------------------------------- | ----------------- | ------------------ | ------------------- |
| 1.  | 15 grudnia 2018 | Szczyrbskie Jezioro | 7,5 km s. klasycznym             | Justyna Kowalczyk | Eliza Rucka        | Agata Warło         |
| 2.  | 16 grudnia 2018 | Szczyrbskie Jezioro | Sprint s. dowolnym               | Eliza Rucka       | Barbora Klementová | Weronika Kaleta     |
| 3.  | 29 grudnia 2018 | Szczyrbskie Jezioro | 5 km s. dowolnym                 | Izabela Marcisz   | Ina Łukonina       | Barbora Klementová  |
| 4.  | 30 grudnia 2018 | Szczyrbskie Jezioro | 5 km s. klasycznym               | Justyna Kowalczyk | Izabela Marcisz    | Monika Skinder      |
| 5.  | 2 lutego 2019   | Zakopane            | 5 km s. klasycznym               | Justyna Kowalczyk | Izabela Marcisz    | Urszula Łętocha     |
| 6.  | 3 lutego 2019   | Zakopane            | 10 km s. dowolnym                | Izabela Marcisz   | Urszula Łętocha    | Weronika Kaleta     |
| 7.  | 9 marca 2019    | Wisła/ Kubalonka    | Sprint s. klasycznym             | Alena Procházková | Monika Skinder     | Izabela Marcisz     |
| 8.  | 10 marca 2019   | Wisła/ Kubalonka    | 15 km s. dowolnym                | Izabela Marcisz   | Alena Procházková  | Magdalena Kobielusz |
| 9.  | 23 marca 2019   | Kremnica Skalka     | 5 km s. klasycznym               | Justyna Kowalczyk | Izabela Marcisz    | Eliza Rucka         |
| 10. | 24 marca 2019   | Kremnica Skalka     | 10 km s. dowolnym (start masowy) | Izabela Marcisz   | Alena Procházková  | Urszula Łętocha     |

### Mężczyźni
| Lp  | Data            | Miejscowość         | Dystans                          | 1. miejsce     | 2. miejsce       | 3. miejsce          |
| --- | --------------- | ------------------- | -------------------------------- | -------------- | ---------------- | ------------------- |
| 1.  | 15 grudnia 2018 | Szczyrbskie Jezioro | 10 km s. klasycznym              | Peter Mlynár   | Jan Antolec      | Ján Koristek        |
| 2.  | 16 grudnia 2018 | Szczyrbskie Jezioro | Sprint s. dowolnym               | Paweł Klisz    | Jan Antolec      | Ján Koristek        |
| 3.  | 29 grudnia 2018 | Szczyrbskie Jezioro | 10 km s. dowolnym                | Ján Koristek   | Jan Antolec      | Paweł Klisz         |
| 4.  | 30 grudnia 2018 | Szczyrbskie Jezioro | 10 km s. klasycznym              | Ján Koristek   | Jan Antolec      | Andrej Segeč        |
| 5.  | 2 lutego 2019   | Zakopane            | 10 km s. klasycznym              | Ján Koristek   | Michał Skowron   | Robert Bugara       |
| 6.  | 3 lutego 2019   | Zakopane            | 15 km s. dowolnym                | Ján Koristek   | Łukasz Kunc      | Kacper Antolec      |
| 7.  | 9 marca 2019    | Wisła/ Kubalonka    | Sprint s. klasycznym             | Maciej Staręga | Dominik Bury     | Kamil Bury          |
| 8.  | 10 marca 2019   | Wisła/ Kubalonka    | 15 km s. dowolnym                | Dominik Bury   | Mariusz Michałek | Krzysztof Małkiński |
| 9.  | 23 marca 2019   | Kremnica Skalka     | 10 km s. klasycznym              | Dominik Bury   | Maciej Staręga   | Mateusz Haratyk     |
| 10. | 24 marca 2019   | Kremnica Skalka     | 15 km s. dowolnym (start masowy) | Dominik Bury   | Paweł Klisz      | Mateusz Haratyk     |

## Klasyfikacje
| Lp. | Zawodniczka         | Punkty |
| --- | ------------------- | ------ |
| 1.  | Izabela Marcisz     | 700    |
| 2.  | Eliza Rucka         | 466    |
| 3.  | Agata Warło         | 447    |
| 4.  | Justyna Kowalczyk   | 400    |
| 5.  | Magdalena Kobielusz | 395    |
| 6.  | Weronika Kaleta     | 370    |
| 7.  | Monika Skinder      | 348    |
| 8.  | Alena Procházková   | 310    |
| 9.  | Barbora Klementová  | 294    |
| 10. | Klaudia Kołodziej   | 251    |
| 11. | Urszula Łętocha     | 245    |
| 12. | Marcelina Wojtyła   | 240    |
| 13. | Ewelina Kołodziej   | 216    |
| 14. | Karolina Kukuczka   | 193    |
| 15. | Andżelika Szyszka   | 134    |

| Lp. | Zawodnik            | Punkty |
| --- | ------------------- | ------ |
| 1.  | Ján Koristek        | 620    |
| 2.  | Dominik Bury        | 380    |
| 3.  | Paweł Klisz         | 359    |
| 4.  | Kacper Antolec      | 337    |
| 5.  | Jan Antolec         | 320    |
| 6.  | Michał Skowron      | 269    |
| 7.  | Krzysztof Małkiński | 246    |
| 8.  | Maciej Staręga      | 225    |
| 9.  | Robert Bugara       | 216    |
| 10. | Wiktor Czaja        | 188    |
| 11. | Łukasz Bachleda     | 183    |
| 12. | Michał Boreczek     | 182    |
| 12. | Sebastian Bryja     | 182    |
| 14. | Piotr Sobiczewski   | 151    |
| 15. | Mateusz Haratyk     | 146    |